# Leopold Mozart
Johann Georg Leopold Mozart (Augsburgo, 14 de novembro de 1719 — Salzburgo, 28 de maio de 1787) foi um compositor, regente, professor de música e violinista. Pai de Wolfgang Amadeus Mozart e Maria Anna Mozart.

## Biografia
Leopold nasceu em Augsburgo em 1719, filho de Johann Georg Mozart e Anna Maria Sulzer. Casou-se com Anna Maria Pertl Mozart, tendo sete filhos, mas só dois sobreviveram, Maria Anna Walburga Ignatia e Wolfgang Amadeus Mozart, os outros morreram todos com menos de 1 ano de idade. Quando descobriu que tinha um menino prodígio, Wolfgang, levou o pequeno de 5 anos pela Europa para apresentá-lo a todos e mostrar do que ele era capaz. Leopold iniciou Wolfgang na música, apresentava-o a reis, príncipes, e outros membros da nobreza e do clero.
Compôs uma grande variedade de música, sendo bastante conhecido em sua época principalmente na região da Alemanha. Suas composições incluem mais de 30 grandes serenatas; 12 oratórios; música para pantomimas; música turca (muito em voga na década de 1760); música contrapontística; 3 sonatas para pianoforte; música de igreja, divertimentos e trios para diversos instrumentos, e um grande número de sinfonias e concertos, especialmente para flauta transversal, oboé, fagote, trompete, etc. Sem falar das centenas de minuetos e outras danças populares do período.
Muito de sua obra se perdeu ou foi esquecida com o passar dos anos em razão da supervalorização das obras de seu filho Wolfgang, mas a Cassação em Sol para Orquestra e Brinquedos, ou Sinfonia dos Brinquedos, atribuída no passado a Joseph Haydn, permanecem populares entre suas sinfonias, assim como seu Concerto para Trompete.

## Composições

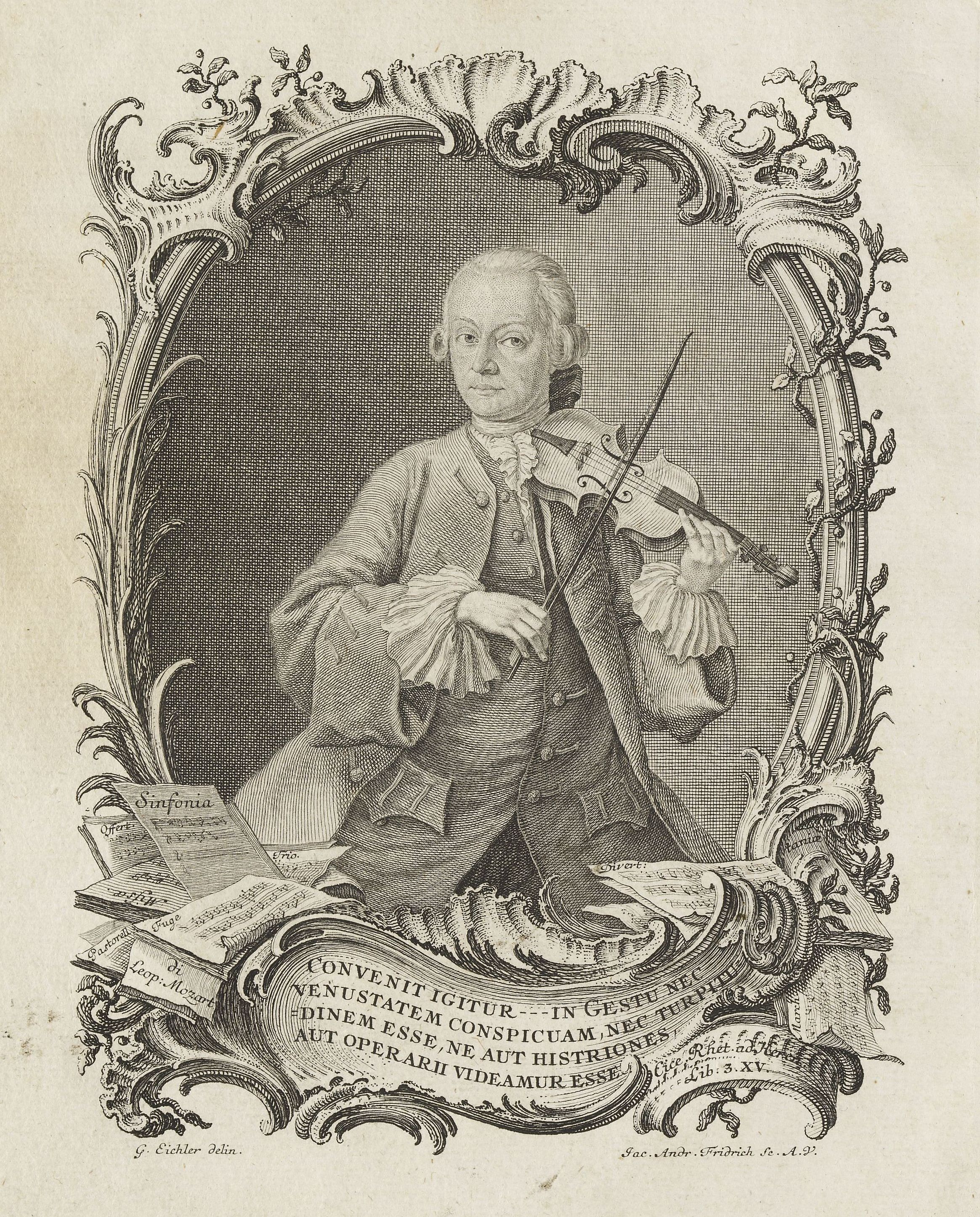
A primeira edição da Violinschule de Leopold Mozart incluiu este retrato do autor. Alguns aspectos do violino em sua época podem ser vistos: o arco leve e côncavo e a ausência de qualquer apoio de queixo ou ombro.

A música de Leopold Mozart é inevitavelmente ofuscada pelo trabalho de seu filho Wolfgang e, de qualquer forma, o pai sacrificou voluntariamente sua própria carreira para promover a de seu filho. Mas sua Cassação em Sol para Orquestra e Brinquedos (Toy Symphony), (também atribuída a Joseph Haydn, Michael Haydn e ao monge beneditino austríaco Edmund Angerer) permanece popular, e várias sinfonias, um concerto para trompete e outras obras também sobreviveram.

Um relatório contemporâneo descreveu o que ele havia composto antes de 1757:
muitos itens contrapontísticos e outros itens da igreja; além disso, um grande número de sinfonias, algumas apenas à 4 mas outras com todos os instrumentos habituais; da mesma forma, mais de 30 grandes serenatas nas quais aparecem solos para vários instrumentos. Além disso, ele produziu muitos concertos, em particular para flauta transversal,  oboé, fagote, Waldhorn, trompete etc.: inúmeros trios e divertimentos para vários instrumentos; 12 oratórios e uma série de itens teatrais, até pantomimas, e especialmente certas peças ocasionais, como música marcial ... música turca, música com 'teclado de aço' e, por último, um passeio de trenó musical; para não falar de marchas, as chamadas 'Nachtstücke'  e muitas centenas de minuetos, danças de ópera e itens semelhantes. 
Leopold Mozart estava muito preocupado com uma sensação naturalista em suas composições, sua Jagdsinfonie (ou Sinfonia da Caccia para quatro chifres e cordas) pede espingardas, e seu Bauernhochzeit (Casamento Camponês) inclui gaita de foles, hurdy-gurdy, um dulcimer, gritos e assobios (ad. lib.) e tiros de pistola. Musikalische Schlittenfahrt [de] (passeio de trenó musical) pede sinos e chicotes, além de uma rica orquestra.
Sua obra foi extensa, mas apenas recentemente os estudiosos começaram a avaliar o escopo ou a qualidade dela; muito se perdeu, e não se sabe o quão representativas são as obras sobreviventes de sua produção geral. Cliff Eisen, que escreveu uma tese de doutorado sobre as sinfonias de Leopold Mozart, encontra em uma Sinfonia em Sol os principais exemplos de sua "sensibilidade à cor orquestral" e uma obra que "se compara favoravelmente com as de praticamente qualquer um dos contemporâneos imediatos de Mozart".

Alguns de seus trabalhos foram erroneamente atribuídos a Wolfgang e algumas peças atribuídas a Leopold foram posteriormente mostradas como sendo obra de Wolfgang. Muito do que sobrevive é música leve, mas há alguns trabalhos mais substanciais, incluindo sua Ladainha Sacramental em Ré maior (1762) e três sonatas para piano forte, todas publicadas em sua vida.